# Saison 1934-1935 des Canadiens de Montréal
Autres saisons
Saison précédente Saison suivante
La saison 1934-1935 de hockey sur glace est la 26e saison que jouent les Canadiens de Montréal. Ils évoluent alors dans la Ligue nationale de hockey et finissent à la 3e place au classement de la division Canadienne.

## Saison régulière

### Classement
| Équipe                 | PJ | V  | D  | N | Pts | BP  | BC  | Pun |
| ---------------------- | -- | -- | -- | - | --- | --- | --- | --- |
| Maple Leafs de Toronto | 48 | 30 | 14 | 4 | 64  | 157 | 111 | 444 |
| Maroons de Montréal    | 48 | 24 | 19 | 5 | 53  | 123 | 92  | 380 |
| Canadiens de Montréal  | 48 | 19 | 23 | 6 | 44  | 110 | 145 | 314 |
| Americans de New York  | 48 | 12 | 27 | 9 | 33  | 100 | 142 | 250 |
| Eagles de Saint-Louis  | 48 | 11 | 31 | 6 | 28  | 86  | 144 | 385 |

### Match après match
| No | Date        | Visiteur              | Score | Domicile               | Fiche | Pts |
| -- | ----------- | --------------------- | ----- | ---------------------- | ----- | --- |
| 1  | 10 novembre | Canadiens de Montréal | 1-2   | Maple Leafs de Toronto | 0-1-0 | 0   |
| 2  | 17 novembre | Red Wings de Détroit  | 3-0   | Canadiens de Montréal  | 0-2-0 | 0   |
| 3  | 22 novembre | Americans de New York | 4-3   | Canadiens de Montréal  | 0-3-0 | 0   |
| 4  | 24 novembre | Canadiens de Montréal | 1-3   | Maroons de Montréal    | 0-4-0 | 0   |
| 5  | 27 novembre | Canadiens de Montréal | 3-2   | Rangers de New York    | 1-4-0 | 2   |

| No | Date         | Visiteur               | Score | Domicile               | Fiche | Pts |
| -- | ------------ | ---------------------- | ----- | ---------------------- | ----- | --- |
| 6  | 1er décembre | Bruins de Boston       | 2-0   | Canadiens de Montréal  | 1-5-0 | 2   |
| 7  | 4 décembre   | Rangers de New York    | 3-5   | Canadiens de Montréal  | 2-5-0 | 4   |
| 8  | 8 décembre   | Canadiens de Montréal  | 0-4   | Bruins de Boston       | 2-6-0 | 4   |
| 9  | 9 décembre   | Canadiens de Montréal  | 2-2   | Americans de New York  | 2-6-1 | 5   |
| 10 | 11 décembre  | Maroons de Montréal    | 1-4   | Canadiens de Montréal  | 3-6-1 | 7   |
| 11 | 15 décembre  | Eagles de Saint-Louis  | 1-1   | Canadiens de Montréal  | 3-6-2 | 8   |
| 12 | 18 décembre  | Black Hawks de Chicago | 1-1   | Canadiens de Montréal  | 3-6-3 | 9   |
| 13 | 22 décembre  | Canadiens de Montréal  | 2-1   | Eagles de Saint-Louis  | 4-6-3 | 11  |
| 14 | 23 décembre  | Canadiens de Montréal  | 4-1   | Black Hawks de Chicago | 5-6-3 | 13  |
| 15 | 25 décembre  | Maple Leafs de Toronto | 6-2   | Canadiens de Montréal  | 5-7-3 | 13  |
| 16 | 29 décembre  | Americans de New York  | 3-1   | Canadiens de Montréal  | 5-8-3 | 13  |

| No | Date        | Visiteur               | Score | Domicile               | Fiche   | Pts |
| -- | ----------- | ---------------------- | ----- | ---------------------- | ------- | --- |
| 17 | 1er janvier | Canadiens de Montréal  | 3-5   | Americans de New York  | 5-9-3   | 13  |
| 18 | 3 janvier   | Bruins de Boston       | 2-1   | Canadiens de Montréal  | 5-10-3  | 13  |
| 19 | 5 janvier   | Canadiens de Montréal  | 1-3   | Maple Leafs de Toronto | 5-11-3  | 13  |
| 20 | 6 janvier   | Canadiens de Montréal  | 2-6   | Red Wings de Détroit   | 5-12-3  | 13  |
| 21 | 12 janvier  | Maroons de Montréal    | 2-3   | Canadiens de Montréal  | 6-12-3  | 15  |
| 22 | 17 janvier  | Maple Leafs de Toronto | 3-4   | Canadiens de Montréal  | 7-12-3  | 17  |
| 23 | 19 janvier  | Canadiens de Montréal  | 4-1   | Bruins de Boston       | 8-12-3  | 19  |
| 27 | 20 janvier  | Canadiens de Montréal  | 1-7   | Americans de New York  | 8-13-3  | 19  |
| 28 | 22 janvier  | Rangers de New York    | 7-0   | Canadiens de Montréal  | 8-14-3  | 19  |
| 29 | 24 janvier  | Canadiens de Montréal  | 2-1   | Maroons de Montréal    | 9-14-3  | 21  |
| 30 | 26 janvier  | Bruins de Boston       | 2-3   | Canadiens de Montréal  | 10-14-3 | 23  |
| 31 | 31 janvier  | Canadiens de Montréal  | 4-4   | Red Wings de Détroit   | 10-14-4 | 24  |

| No | Date       | Visiteur               | Score | Domicile               | Fiche   | Pts |
| -- | ---------- | ---------------------- | ----- | ---------------------- | ------- | --- |
| 29 | 2 février  | Canadiens de Montréal  | 1-1   | Eagles de Saint-Louis  | 10-14-5 | 25  |
| 30 | 5 février  | Canadiens de Montréal  | 1-4   | Black Hawks de Chicago | 10-15-5 | 25  |
| 31 | 7 février  | Red Wings de Détroit   | 1-4   | Canadiens de Montréal  | 11-15-5 | 27  |
| 32 | 9 février  | Eagles de Saint-Louis  | 2-4   | Canadiens de Montréal  | 12-15-5 | 29  |
| 33 | 14 février | Maroons de Montréal    | 0-2   | Canadiens de Montréal  | 13-15-5 | 31  |
| 34 | 17 février | Canadiens de Montréal  | 3-1   | Americans de New York  | 14-15-5 | 33  |
| 35 | 19 février | Canadiens de Montréal  | 1-3   | Bruins de Boston       | 14-16-5 | 33  |
| 36 | 21 février | Black Hawks de Chicago | 3-1   | Canadiens de Montréal  | 14-17-5 | 33  |
| 37 | 23 février | Americans de New York  | 2-4   | Canadiens de Montréal  | 15-17-5 | 35  |
| 38 | 28 février | Eagles de Saint-Louis  | 2-4   | Canadiens de Montréal  | 16-17-5 | 37  |

| No | Date    | Visiteur               | Score | Domicile               | Fiche   | Pts |
| -- | ------- | ---------------------- | ----- | ---------------------- | ------- | --- |
| 39 | 2 mars  | Canadiens de Montréal  | 3-2   | Eagles de Saint-Louis  | 17-17-5 | 39  |
| 40 | 3 mars  | Canadiens de Montréal  | 0-3   | Black Hawks de Chicago | 17-18-5 | 39  |
| 41 | 5 mars  | Maple Leafs de Toronto | 10-3  | Canadiens de Montréal  | 17-19-5 | 39  |
| 42 | 7 mars  | Canadiens de Montréal  | 2-2   | Maroons de Montréal    | 17-19-6 | 40  |
| 43 | 9 mars  | Red Wings de Détroit   | 5-3   | Canadiens de Montréal  | 17-20-6 | 40  |
| 44 | 12 mars | Canadiens de Montréal  | 4-3   | Rangers de New York    | 18-20-6 | 42  |
| 45 | 14 mars | Rangers de New York    | 4-5   | Canadiens de Montréal  | 19-20-6 | 44  |
| 46 | 16 mars | Canadiens de Montréal  | 3-5   | Maple Leafs de Toronto | 19-21-6 | 44  |
| 47 | 17 mars | Canadiens de Montréal  | 2-6   | Red Wings de Détroit   | 19-22-6 | 44  |
| 48 | 19 mars | Black Hawks de Chicago | 4-2   | Canadiens de Montréal  | 19-23-6 | 44  |

## Séries éliminatoires
Les Canadiens sont qualifiés pour les séries éliminatoires de la Coupe Stanley et jouent au premier tour contre les Rangers de New York. Ce sont ses derniers qui s'imposent au bout des deux rencontres jouées 6 buts à 5.
| 24 mars 1935 | Canadiens de Montréal | 1-2 (0-1, 1-0, 0-1) | Rangers de New York | Madison Square Garden 15 500 spectateurs |

| Feuille de match | Feuille de match       | Feuille de match | Feuille de match                                                           | Feuille de match                  |
| ---------------- | ---------------------- | ---------------- | -------------------------------------------------------------------------- | --------------------------------- |
|                  | - R. Jenkins — 33:54 - | 0-1 1-1 1-2      | 08:00 — C. Dillon (L. Patrick) - 52:42 — B. Cook (F. Boucher - B. Keeling) | Arbitrage : Smith - Odie Cleghorn |
| W. Cude          | Gardiens               | D. Kerr          |                                                                            | Arbitrage : Smith - Odie Cleghorn |
|                  |                        |                  |                                                                            | Arbitrage : Smith - Odie Cleghorn |
|                  |                        |                  |                                                                            | Arbitrage : Smith - Odie Cleghorn |

| 26 mars 1935 | Rangers de New York | 4-4 (1-0, 2-1, 1-3) | Canadiens de Montréal | Forum de Montréal 12 000 spectateurs |

| Feuille de match | Feuille de match | Feuille de match                | Feuille de match | Feuille de match                        |
| ---------------- | --- | ------------------------------- | --- | --------------------------------------- |
|                  | L. Patrick (C. Dillon) — 15:34 B. Keeling (C. Mason) — 28:23 - C. Dillon (M. Murdoch) — 33:11 - B. Keeling — 45:14 - | 1-0 2-0 2-1 3-1 3-2 4-2 4-3 4-4 | - - 30:52 — L. Goldsworthy (N. Crutchfield - J. Riley) - 44:39 — J. McGill (J. Gagnon - J. Riley) - 49:52 — J. McGill 50:17 — A. Joliat (A. Mondou) | Arbitrage : W. J. Stewart Odie Cleghorn |
| D. Kerr          | Gardiens | W. Cude                         | | Arbitrage : W. J. Stewart Odie Cleghorn |
|                  | |                                 | | Arbitrage : W. J. Stewart Odie Cleghorn |
|                  | |                                 | | Arbitrage : W. J. Stewart Odie Cleghorn |

## Effectif
- Gardien de but : Wilf Cude
- Défenseurs : Sylvio Mantha (capitaine), Gerry Carson, Albert Leduc, Georges Mantha, Léo Bourgeault, Tony Savage et Jack Portland
- Attaquants : Aurèle Joliat, Paul Runge, Wildor Larochelle, Alfred Lépine, Bob McCully, Nels Crutchfield, Jack Riley, Johnny Gagnon, Paul Raymond, Norman Collings, John McGill, Armand Mondou, Leroy Goldsworthy, Desse Roche, Roger Jenkins et Joe Lamb
- Directeur Général : Léo Dandurand
- Entraîneur : Newsy Lalonde, Léo Dandurand